# Jungang-dong, Ulsan
Jungang-dong (koreanska: 중앙동) är en stadsdel i staden Ulsan, i den sydöstra delen av Sydkorea, 300 km sydost om huvudstaden Seoul. Den ligger i stadsdistriktet Jung-gu.